# دیزوپرامید
دیزوپرامید (به انگلیسی: Disopyramide)
رده درمانی: داروهای ضد آریتمی (دستهٔ IA)
اشکال دارویی: کپسول

## موارد مصرف
دیزوپرامید برای درمان انقباضات زودرس بطنی، تاکیکاردی بطنی؛ فلوتر دهلیزی و تاکیکاردی پاروکسیسمال دهلیزی (PSVT) استفاده می شود.
از دیزوپرامید همچنین برای درمان کاردیومیوپاتی هایپرتروفیک (در حالت Resting Obstruction آن) استفاده میشود.

## مکانیسم اثر
دیزوپرامید باعث افزایش مدت پتانسیل عمل و دورهٔ تحریک‌ناپذیری مؤثر می‌شود؛ باعث کاهش اختلاف دورهٔ تحریک‌ناپذیری بین میوکارد طبیعی و ناحیه انفارکته می گردد.

## عوارض جانبی
یبوست، کاهش فشار خون، سردرد، بی نظمی قلبی، درد قفسه سینه، بی اشتهایی، اسهال، هیپوگلیسمی، افسردگی.
همانند سایر داروهای خانواده IA، دیزوپرامید میتواند باعث طولانی شدن زمان QT و بروز سندرم «تورساد دو پوانت» (Torsades de Ponintes) متعاقب آن گردد.